# Порохівський Гнат Єрмилович
Гнат Єрмилович Порохівський (29 січня 1888 — 14 червня 1952) — полковник Армії УНР. Працював співробітником військового-наукового та літературного журналу «Табор».

## Життєпис
Народився 29 січня 1888 року в селі Добра, на Уманщині, у родині хліборобів. Мав одного брата і трьох сестер.
Середню освіту отримав у Києві. Згодом закінчив Одеське піхотне юнкерське училище (в іншій реєстраційній картці вказано про закінчення Чугуївського училища) (1907), вийшов до 35-го Сибірського стрілецького полку.
У 1906 році він вступив до Вищої Військової Академії у Владивостоку, яку закінчив у 1911 році. За кілька років до початку Першої світової війни у запасі. Жив у Владивостоці.
Був мобілізований до армії у 1914 р., командував ротою та батальйоном 274-го піхотного Ізюмського полку. У 1916 році отримав чин полковника. Імператорський указ був опублікований у виданні «Инвалид» того ж року. З 01 лютого до 10 липня 1917 р. — т. в. о. командира цього полку. З 13 липня 1917 р. — командир 43-го Сибірського стрілецького полку.
Під час Першої світової війни був нагороджений усіма орденами до Святого Володимира IV ступеня з мечами та биндою, Георгіївською зброєю, був двічі поранений, контужений, отруєний газами.

### На службі Україні
З 10 жовтня 1917 р. помічник командира 4-го Козацького полку (416-го піхотного) 1-ї Української дивізії 1-го Українського корпусу військ Центральної Ради. З 01 грудня 1917 р. — командир 8-го Гайдамацького полку 1-го Українського корпусу військ Центральної Ради. З 23 грудня 1917  р. — командир 4-го Козацького полку військ Центральної Ради.
У 1918 р. — помічник командира 4-го пішого Холмського полку Армії Української Держави. Під час протигетьманського повстання з частиною старшин свого полку перейшов на бік повстанців — до загону ім. С. Наливайка отамана Сумчука, у грудні 1918 року — начальник штабу цього загону на Волині.
З 06 грудня 1918 р. він був отаманом для особливих доручень головнокомандувача Південно-Західного району військ Директорії.
З 22 грудня 1918 р. — начальник штабу 5-го Чернігівського корпусу військ Директорії.
З 22 січня 1919 р. — т. в. о. начальника Володимир-Волинської групи військ (згодом — 18-ї пішої дивізії) Дієвої армії УНР, що воювала на польському фронті.
02 березня 1919 р. потрапив до польського полону. З 22 грудня 1919 р. — штаб-старшина у справі формування армії при військовому міністрі УНР.
З середини березня 1920 р. — командир 1-го окремого пішого запасного куреня запасної бригади 6-ї Січової дивізії Армії УНР, що формувалася у Бресті-Литовському. З 25 травня 1920 року він був командиром Шостої запасної стрілецької бригади; з кінця липня 1920 р. — начальник 2-ї збірної запасної бригади, незабаром перейменованої в 2-гу бригаду 1-ї Кулеметної дивізії Армії УНР.
У 1920 році перебуває в таборі для полонених у Ланьцуті та на Домб'ю. На чолі 2-ї Кулеметної бригади Армії УНР 11 листопада 1920 р. інтернований у Румунському королівстві. До 1924 р. був комендантом табору інтернованих вояків-українців у м. Брашеві (Румунське королівство).

### В еміграції у Румунії
1923 року в Бухаресті був заснований Комітет допомоги українським емігрантам ім. Симона Петлюри. Керували ним полковник Гнат Порохівський, журналіст, поет і письменник Дмитро Івашина, доктор наук Василь Трепке. Полковник Порохівський відіграв значну роль на чолі цього комітету. Він підтримував зв'язок з українською еміграцією в інших країнах, але найбільше з українським урядом в екзилі.
Голова Товариства колишніх вояків Армії УНР у Румунському королівстві.
1928 року одружився з українкою родом з дельти Дунаю — Оленою Павлівною Мургулиною, а у 1933 році народилася їх єдина дочка, Ольга. Купив хату у Бухаресті, пізніше придбав невеличкий маєток на відстані 30 км від столиці в селі Келугерень, де розвів фруктовий сад, виноградник і пасіку, на якій він дуже любив працювати у вільний час.
З червня 1941 р. працював радником та перекладачем у німецьких та румунських військових штабах.
У 1945 р. був схоплений НКВС у м. Тимішоари. Останні згадки про Г. Порохівського, що перебував під слідством, трапляються у документах МГБ і датовані 1947 р.
Багато років по тому родина Порохівського зустрілася випадково з приятелем полковника, румунським офіцером Ніколаєм Трохані, який теж був арештований та висланий до Радянського союзу, де пробув в таборах 10 років. Він розповів : 
| зустрів полковника Порохівського у Москві, де його судили, а останній раз він зустрів його в 1949 році у концтаборі у Потьмі, Мордовії. Тоді офіцер Трохані розповів, що зустрів полковника дуже хворим, не в силі говорити. Здається, від хвороби і виснаження, полковник помер близько 1950 року. |
За іншими даними Порохівського було страчено.

## Праці
- Десять років на еміграції // Табор. — Варшава, 1931.
- Матеріали до історії 2-ї Кулеметної бригади // За Державність. — Каліш.
- Українська військова еміграція в Румунії // Табор. — 1929.
- Пам'ятна ніч у повстанському штабі // Літопис Червоної Калини. — Львів. — 1936.
- Штаб Південного фронту // Літопис Червоної Калини. — Львів. — 1938.